# Содима (приток Пельшмы)

Содима — река в России, протекает в Сокольском районе Вологодской области. Устье реки находится в 52 км по левому берегу реки Пельшма. Длина реки составляет 13 км.
На реке стоит город Кадников.
Притоки (все правые): Холмовка, Берёзовка, Мурга.

## Данные водного реестра
По данным государственного водного реестра России относится к Двинско-Печорскому бассейновому округу, водохозяйственный участок реки — Северная Двина от начала реки до впадения реки Вычегда, без рек Юг и Сухона (от истока до Кубенского гидроузла), речной подбассейн реки — Сухона. Речной бассейн реки — Северная Двина.
По данным геоинформационной системы водохозяйственного районирования территории РФ, подготовленной Федеральным агентством водных ресурсов:
- Код водного объекта в государственном водном реестре — 03020100312103000006981
- Код по гидрологической изученности (ГИ) — 103000698
- Код бассейна — 03.02.01.003
- Номер тома по ГИ — 03
- Выпуск по ГИ — 0